# Черская волость

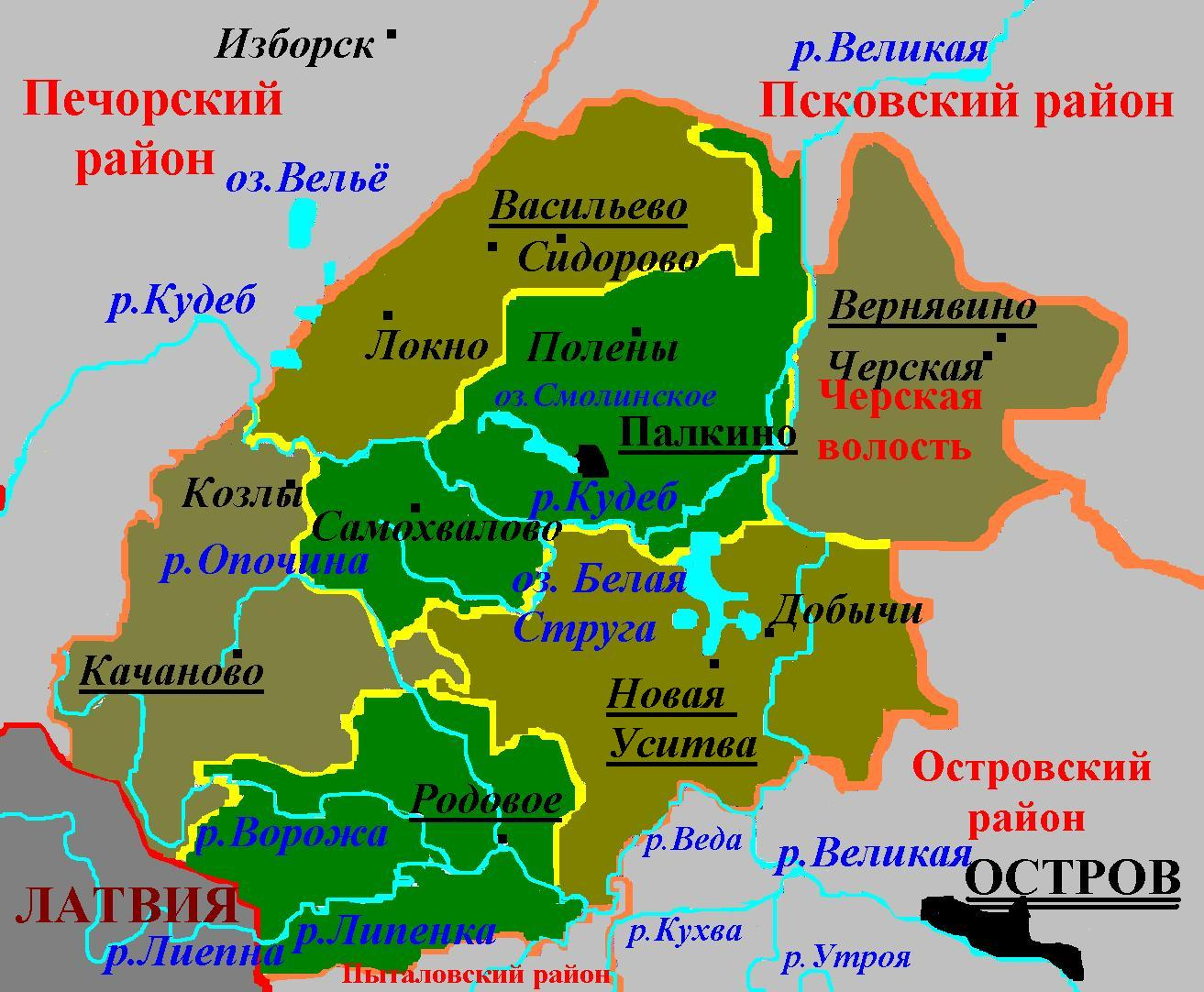
Административное деление Палкинского района в 1995—2015 годах (в 1966—1995 годах — вместо волостей — одноимённые сельсоветы)

Черская волость — административно-территориальная единица 3-го уровня и муниципальное образование со статусом сельского поселения в Палкинском районе Псковской области России.
Административный центр — деревня Вернявино.

## География
Территория волости граничит на западе с Палкинской, на юге — с Новоуситовской волостью Палкинского района, на юго-востоке — с Островским районом, на севере и востоке — с Псковским районом Псковской области.

## Население
| 2002  | 2010  | 2012  | 2013  | 2014  | 2015  | 2016  |
| ----- | ----- | ----- | ----- | ----- | ----- | ----- |
| 1390  | ↘1188 | ↘1143 | ↘1101 | ↘1072 | ↘1071 | ↘1058 |
| 2017  | 2018  | 2019  | 2020  | 2021  |       |       |
| ↘1034 | ↘1010 | ↘980  | ↘964  | ↘947  |       |       |

## Населённые пункты
В состав Черской волости входит 48 деревень:
| №  | Населённый пункт | Тип     | Население, чел. |
| -- | ---------------- | ------- | --------------- |
| 1  | Баженово         | деревня | ↘4              |
| 2  | Вадрино          | деревня | ↘19             |
| 3  | Ванюха           | деревня | ↗23             |
| 4  | Вернявино        | деревня | ↘602            |
| 5  | Волково          | деревня | ↗7              |
| 6  | Воронино         | деревня | ↘14             |
| 7  | Говядово         | деревня | →0              |
| 8  | Гриханиха        | деревня | ↗17             |
| 9  | Доньшино         | деревня | →31             |
| 10 | Еваново          | деревня | ↘17             |
| 11 | Елизаветино      | деревня | ↘4              |
| 12 | Елисеево         | деревня | ↘6              |
| 13 | Еремино          | деревня | ↘19             |
| 14 | Ершово           | деревня | ↘3              |
| 15 | Жегулиха         | деревня | →2              |
| 16 | Запятково        | деревня | ↘6              |
| 17 | Июдино           | деревня | ↘3              |
| 18 | Каратыгино       | деревня | ↘9              |
| 19 | Коровье Село     | деревня | ↘38             |
| 20 | Красино          | деревня | ↗202            |
| 21 | Кузьмино         | деревня | →1              |
| 22 | Ласковицы        | деревня | →8              |
| 23 | Лесная           | деревня | ↘0              |
| 24 | Лобаны           | деревня | ↘14             |
| 25 | Луг              | деревня | ↘0              |
| 26 | Луговицы         | деревня | ↗20             |
| 27 | Минино           | деревня | ↘2              |
| 28 | Наумково         | деревня | ↗7              |
| 29 | Некрасово        | село    | →0              |
| 30 | Огнянниково      | деревня | ↘1              |
| 31 | Оленино          | деревня | ↗4              |
| 32 | Орехова Гора     | деревня | ↘0              |
| 33 | Орлы             | деревня | ↗13             |
| 34 | Павлово          | деревня | ↘3              |
| 35 | Парфеево         | деревня | →0              |
| 36 | Плавучая Берёза  | деревня | →0              |
| 37 | Подсосонье       | деревня | ↘3              |
| 38 | Проскурничино    | деревня | ↗4              |
| 39 | Пучково          | деревня | →0              |
| 40 | Рожкополье       | деревня | ↘12             |
| 41 | Сарпуниха        | деревня | ↗7              |
| 42 | Селезнево        | деревня | ↗14             |
| 43 | Сиги             | деревня | ↘1              |
| 44 | Староселье       | деревня | ↘26             |
| 45 | Усы              | деревня | ↗10             |
| 46 | Федориха         | деревня | ↘3              |
| 47 | Черская          | деревня | ↘61             |
| 48 | Шарански         | деревня | ↘0              |

## История
Указом Президиума Верховного Совета РСФСР от 16 июня 1954 года путём объединения Воронинского, Мининского и Савинского сельсоветов был образован Черский сельсовет. Решением Псковского облисполкома от 26 октября 1959 года часть упразднённого Гавриловского сельсовета была включена в Черский сельсовет.
С 1961 до 1966 года сельсовет временно входил в Псковский район.
Постановлением Псковского областного Собрания депутатов от 26 января 1995 года все сельсоветы в Псковской области были переименованы в волости, в том числе Черский сельсовет был превращён в Черскую волость.
Законом Псковской области от 28 февраля 2005 года в границах волости было образовано также муниципальное образование Черская волость со статусом сельского поселения с 1 января 2006 года в составе муниципального образования Палкинский район со статусом муниципального района.